# عبدالرحیم انیسی خوارزمی

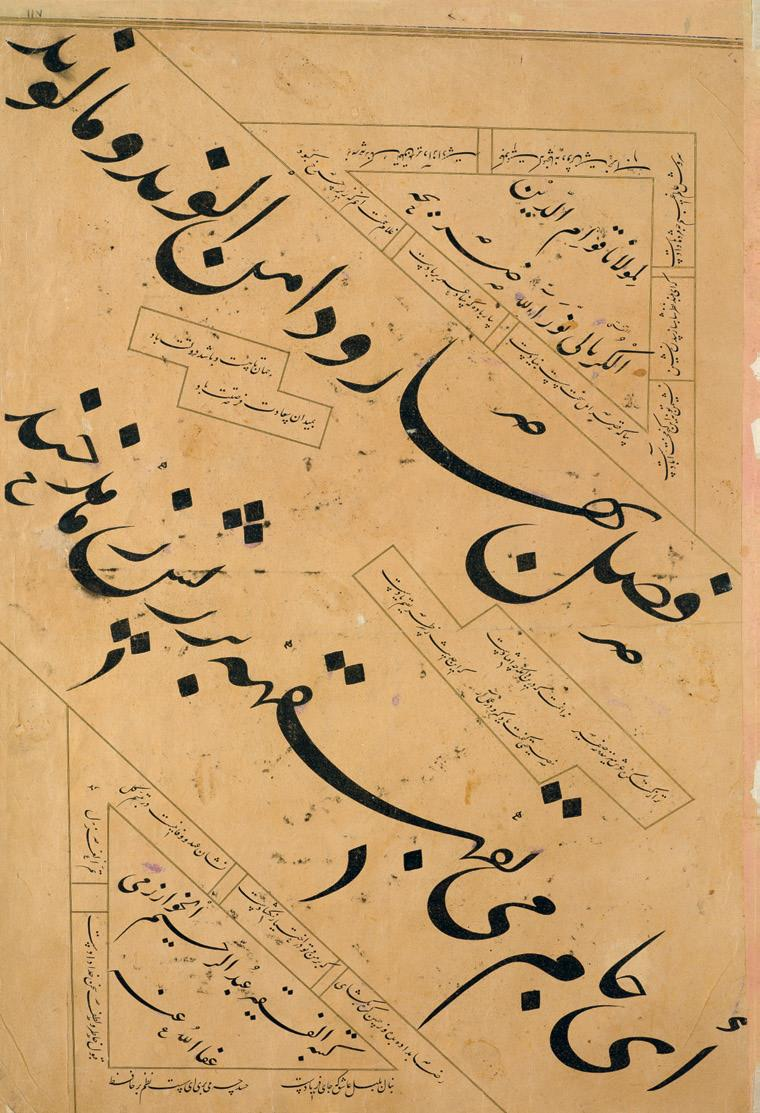
نگاره‌ای از یک خوشنویسی اثر عبدالرحیم انیسی

عبدالرحیم بن عبدالرحمن خوارزمی متخلص به انیسی از خوشنویسان خط نستعلیق در قرن نهم، برادر عبدالکریم خوشنویس و همنشین سلطان یعقوب آق قویونلو (۸۸۴–۸۹۶ ه‍.ق) بوده است. از او به‌عنوان کسی که حسن اخلاق، فضایل و کمالات داشته، یاد شده است.
عبدالرحیم فرزند عبدالرحمن خوارزمی است که مولانا مالک دیلمی او را شاگرد اظهر تبریزی دانسته که این را کتاب مناقب هنروران نیز تأیید می‌کند. همچنین اسدالله کرمانی (درگذشت ۸۹۲ه‍.ق) نستعلیق‌نویس که در خطوط ششگانه هم تبحر داشت را در خط نستعلیق از شاگردان او می‌دانند.
خطاب «انیسی» را سلطان یعقوب به او اهدا کرد و تا ۸۹۷ ه‍.ق/۱۴۹۱ م در قید حیات بوده است.